# Whistling down the wire
Whistling down the wire is een muziekalbum van Graham Nash en David Crosby uit 1976. Het is het derde album dat Crosby en Nash als duo uitbrachten.
Ze schreven alle nummers zelf en werden daarbij in een enkel geval bijgestaan door iemand anders. Aan de studio-opnames werkten verschillende bekende artiesten mee, als Carole King, James Taylor, Leland Sklar, Russ Kunkel, Tim Drummond en Ben Keith.
Het album bereikte plaats 26 in de Billboard 200. Het nummer Out of the darkness werd op een single uitgebracht en bereikte plaats 89 in de Billboard Hot 100.

## Nummers
| Nr. | naam                | schrijver                                 | duur |
| --- | ------------------- | ----------------------------------------- | ---- |
| A1  | Spotlight           | Graham Nash en Danny Kortchmar            | 2:51 |
| A2  | Broken bird         | David Crosby en Graham Nash               | 2:44 |
| A3  | Time after time     | David Crosby                              | 2:32 |
| A4  | Dancer              | David Crosby                              | 4:50 |
| A5  | Mutiny              | Graham Nash                               | 4:45 |
| B1  | J.B.'s blues        | Graham Nash                               | 2:41 |
| B2  | Marguerita          | Graham Nash                               | 4:13 |
| B3  | Taken at all        | David Crosby en Graham Nash               | 3:07 |
| B4  | Foolish man         | David Crosby                              | 4:29 |
| B5  | Out of the darkness | David Crosby, Graham Nash en Craig Degree | 4:24 |